# Petra Placáková
Petra Placáková (původem z moravského Zlína) je malířka a grafička. Vystudovala Střední uměleckoprůmyslovou školu v Uherském Hradišti. Účastnila se výtvarných sympozií LABE-ELBE a řady soukromých a společných výstav. Věnovala se také ilustraci. Žije a tvoří v Praze.

## Samostatné výstavy
- Galerie 9 - Vysočanská radnice Praha (2008)
- Galerie Ztichlá klika Praha (2002 a 2007)[2]
- Archa Zlín (2004)[zdroj?]
- Lučany Nad Nisou (2004)[zdroj?]
- Divadlo Akropolis Praha (2000 a 2003)
- Čajovna U Božího Mlýna Praha (2022)
- Knihkupectví a kavárna Řehoř Samsa (2023)
- Galerie 6 Praha (2023)